# Давід Барраль
Давід Барраль (ісп. David Barral; нар. 10 травня 1983, Сан-Фернандо) — іспанський футболіст, що грав на позиції нападника, зокрема за «Спортінг» (Хіхон).

## Ігрова кар'єра
Народився 10 травня 1983 року в місті Сан-Фернандо. Вихованець футбольної школи місцевого однойменного клубу.
Згодом перебрався до структури мадридського «Реала» і в дорослому футболі дебютував 2002 року виступами за команду «Реал Мадрид C». За рік перейшов на умовах оренди до «Фуенлабради», де провів один сезон після чого продовжив кар'єру в «Реал Мадрид Кастілья».
Після двох сезонів, проведених у другій команді «Реала», влітку 2006 року перейшов до іншої команди Сегунди, «Спортінга» (Хіхон). Відразу став основним гравцем атакувальної ланки команди і за два роки допоміг їй пробитися до елітної Ла-Ліги, де дебютував 2008 року і відіграв наступні чотири сезони.
2012 року команда з Хіхона втратила місце в елітному дивізіоні, і нападник її залишив, приєднавшись за 2 мільйони євро до турецького «Ордуспора». Провівши не дуже вдалий сезон, по ходу якого відзначився лише 4-ма голами у 27 іграх, повернувся на батьківщину, де протягом двох сезонів знову грав у Ла-Лізі, цього разу за «Леванте».
Пізніше протягом 2017—2018 років грав у найвищому дивізіоні Іспанії й за «Гранаду». Протягом другої половини 2010-х досвідчений нападник також встиг пограти на батьківщині за «Кадіс» і «Расінг» (Сантандер) у Сегунді, а також за еміратський «Аль-Дхафра», кіпрський АПОЕЛ та японський «Токусіма Вортіс».
2020 року приєднався до команди Сегунди Б «Інтер де Мадрид», за яку відіграв два сезони.

## Титули і досягнення
- Чемпіон Кіпру (1):

АПОЕЛ: 2016–2017